# Aztec Pueblo
Az Aztec Pueblo az észak-amerikai Aztec település mellett elhelyezkedő prekolumbiánus indián település (semmi köze az aztékokhoz). Körülbelül félúton helyezkedik el a coloradoi Mesa Verde és a Chaco-kanyon között. 1928 óta Aztec Ruins National Monument néven a pueblo-kultúra egyik védett területe.

## Feltárásának története
A romról első ízben Mierra y Pacheco spanyol krónikás 1777. évi térképe számolt be az európaiaknak. A következő említések már 19. századiak. Lewis H. Morgan, a század híres antropológusa leírta és lerajzolta a romokat. Az ő korában még előfordultak második emeleti ép helyiségek is, azonban a környező települések lakói nagyon sok faragott homokkövet hordtak el innen saját házaik építéséhez.
Az első rendszeres ásató Earl H. Morris volt, aki 1916-tól 1921-ig tárta fel az építményt, majd még néhány évadban dolgozott itt rendszertelen időközökben 1923-ban, 1933-1934-ben. Morris leleteinek legnagyobb része azonban még ma is feldolgozatlanul porosodik a Coloradoi Egyetem antropológia tanszékén. Feltárta többek közt a település kiváját, ami egy 12,5 méter átmérőjű, kör alakú építmény. Egy méteres magasságig növekszik az átmérő, egészen 14,5 méteresig.
1923-ban, 1928-1929-ben Douglass professzor dendrokronológiai expedíciói jártak itt és Pueblo Bonitóban anyaggyűjtés céljából. Ennek köszönhetően ma az Aztec Pueblo az egyik legpontosabb kronológiájú észak-amerikai település, éppen Aztec és Bonito faanyaga lett az egész rendszer kalibrációjának etalonja. 1929. decemberére nyolc prekolumbiánus telep évnyi pontosságú kronológiája állt össze munkásságából.

## Története
Aztec Pueblo építménye két ütemben keletkezett. Az első ütem legnagyobb része 1111 és 1115 között épült, de 1110-nél korábbi, vagy 1124-nél későbbi nincsen. A gyors építésből adódóan nyilvánvaló, hogy a települést egy bevándorló népesség építette, nem egy korábbi kisebb telep folytonos fejlődéséről van szó. Az épületek stílusa a chacói kultúra épületeire hasonlít, és keletkezése is a chacoi pueblók utolsó építési periódusára esik. Joggal tehető fel, hogy az Aztec Pueblo építői chacóiak voltak.
Nem sokkal a felépítését követően, 1130 táján a lakosság elhagyta a telepet. Pusztításnak, rombolásnak nincs nyoma, nincsenek elhagyott tárgyak, eszközök, ami sietős távozást mutatnának. A lakosság egyszerűen felpakolt és továbbállt. A kiürítés érdekessége, hogy pontosan egy időben ezzel a Chaco-kanyon települései is elnéptelenedtek.
A település rendkívül rejtélyes mozzanata, hogy 1222 és 1260 között újra nagy volumenű építkezések zajlottak, ezen belül is 1225 és 1250 között nagy intenzitással. Az új építkezések azonban már nem chacói stílusúak, hanem az északi Mesa Verde stílusában készültek. 1252-től azonban újra hanyatlásnak indult, és 1260-tól lakatlan. Elhagyásának oka ismeretlen, mert a nagy szárazság, amely elnéptelenítette a pueblókat, csak 1276-ban kezdődött. Lehet, hogy az Animas-völgyben már hamarabb is érezhető volt a kezdődő periódus.

## Lásd még
- Chacói kultúra
- Chaco-kanyon
- Pueblo Bonito
- Four Corners